# Nederlands Vormgevingsinstituut
Het Nederlands Vormgevingsinstituut is een voormalig instituut ter bevordering van de Nederlandse mode en vormgeving. Plaats van vestiging was in het pand van het gesloten Museum Fodor aan de Keizersgracht te Amsterdam. Het Vormgevingsinstituut had tot taak de kwaliteit van de Nederlandse vormgeving te bevorderen, de belangstelling hiervoor te stimuleren, en de discussie over het vak aan te moedigen.
De organisatie werd opgericht in 1993 en ging tien jaar later op in het Premsela Instituut voor design en mode. Dat werd op zijn beurt in 2013 onderdeel van Het Nieuwe Instituut gevestigd te Rotterdam.

## Initiatieven
Met de jaren zijn vele kleinere en enige grotere initiatieven ontplooit op het gebied van de mode en vormgeving, waaronder tentoonstellingen, conferenties, publicaties en het werken aan netwerken. Dit landelijk initiatief werkte ook samen met de bestaande beroepsorganisaties op het gebied van mode en vormgeving.

### Theo Limperg-prijs
In 1988 is de Theo Limperg-prijs ingesteld door de toenmalige stichting industrieel ontwerpen Nederland (ioN) ter bevordering van oorspronkelijkheid in industrieel ontwerpen en vormgeving. In de jaren 1990 is deze prijs eens in de twee jaar uitgereikt door het Vormgevingsinstituut.

### Doors of Perception
In 1993 organiseerde het instituut in samenwerking met Mediamatic en de Amsterdamse Maatschappij voor Oude en Nieuwe Media de eerste Doors of Perception-conferentie in de RAI Amsterdam. Zo'n tweehonderd specialisten op het gebied van nieuwe media en computernetwerken samen met ecologisch geïnteresseerden oplossingen voor een duurzamere wereld zochten. De conferentie was oorspronkelijk gepland in het Stedelijk Museum, maar door toenemende animo werd deze verplaatst.

### Droog Design

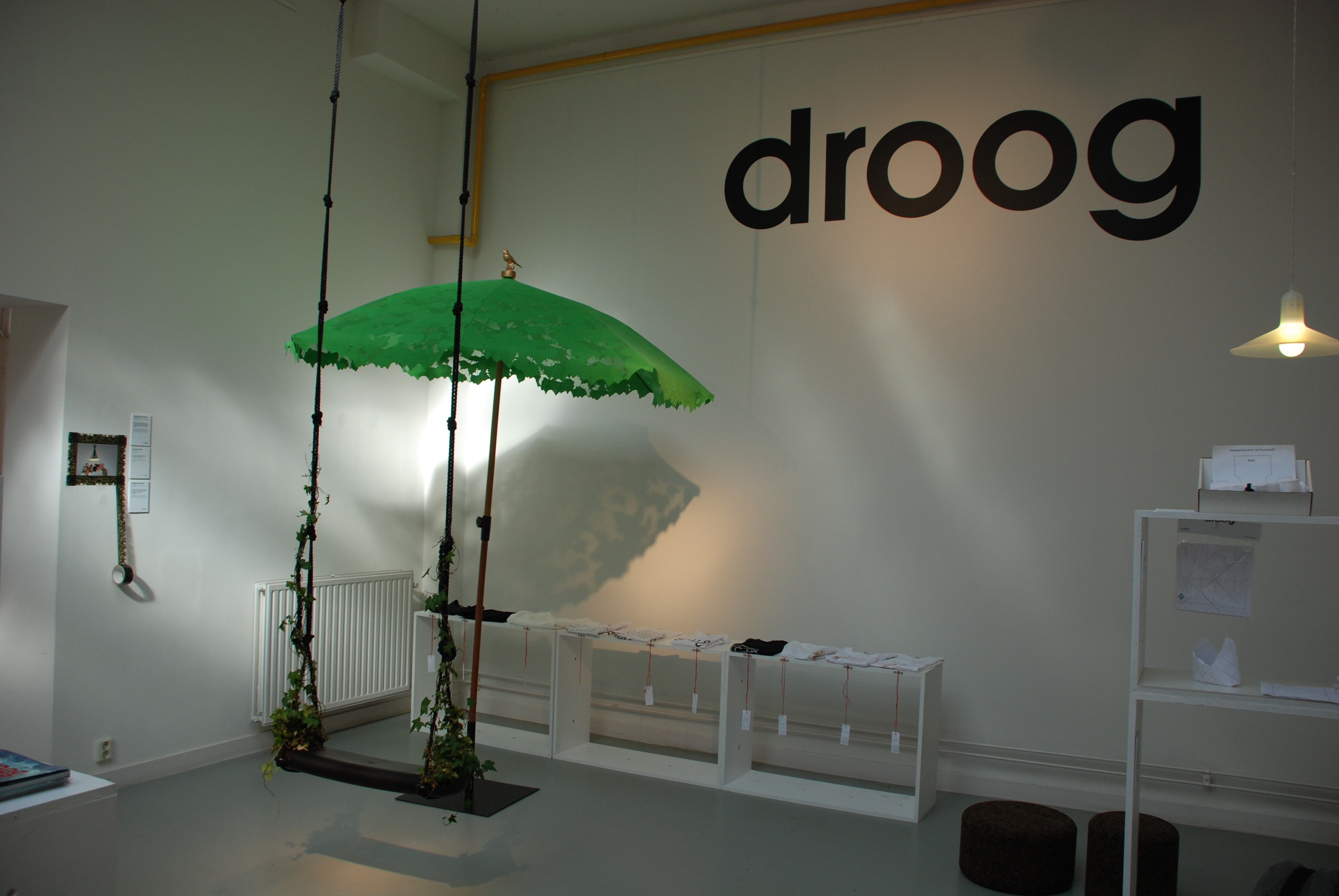
Droog Design collection

In 1993 is Droog Design opgericht door Renny Ramakers en Gijs Bakker ter bevordering van toenmalige eigentijdse Nederlandse vormgeving. Het Nederlands Vormgevingsinstituut heeft dit initiatief van begin af aan ondersteund, onder andere de gezamenlijke presentatie bij de Internationale Meubelbeurs in Milaan in 1993, 1994, en 1995.
Een ander initiatief was de inrichting van het restaurant van het Museum of Modern Art in New York door jonge Nederlandse vormgevers. Piet Hein Eek leverde daar stoelen en tafels, Rody Graumans zijn karakteristieke lamp uit peertjes, Joep van Lieshout de bar en serveerwagens, Henk Stallinga stekkerlampjes en Jos van der Meulen zijn papieren zakken.

### Rotterdam designprijs
Mede op voorspraak van het Nederlands Vormgevingsinstituut is in 1993 de Rotterdam designprijs ingesteld, ook bekend als Designprijs Rotterdam. Van 1993 tot 1997 is de prijs jaarlijks toegekend, daarna werd het een tweejaarlijkse prijs.
Naast de Rotterdam designprijs heeft het instituut ook bijgedragen aan het European Design Award.